# На межі забуття: Апокаліптична місія
На межі забуття: Апокаліптична місія (яп. ウスズミの果て, Usuzumi no Hate) — серія манґи, написана та проілюстрована Харуо Івамуне. Серіал почав виходити у журналі Harta видавництва Enterbrain у березні 2022 року. В Україні ліцензована видавництвом MAL'OPUS.

## Сюжет
Людство було винищене внаслідок вторгнення прибульців, а вдихання токсичних випарів, які вони виділяють, спричиняє загадкову хворобу, що швидко призводить до смерті. Молода дослідниця Сая, якій доручено захистити тих, хто вижив, і очистити землю від збудника хвороби, прочісує пустельні руїни міст у пошуках залишків людства.

## Публікація
Манґа, написана та проілюстрована Харуо Івамуне, почала серіалізацію в журналі манґи Harta видавництва Enterbrain 15 березня 2022 року. Станом на липень 2024 року її розділи зібрано в три танкобони. У березні 2025 року MAL'OPUS анонсували публікацію серії українською мовою, починаючи з червня того ж року.

## Сприйняття
Серіал посів шосте місце у випуску найкращої манґи для читачів чоловічої статі Kono Manga ga Sugoi! 2024 року від Takarajimasha. Користувачі MyAnimeList рекомендували манґу за її унікальну історію та малюнок у своєму списку рекомендацій манґи 2024 року.